# Kristóf Milák
Kristóf Milák (* 20. února 2000 Budapešť) je maďarský plavec, který se zaměřuje na styl motýlek. Měří 190 cm a váží 83 kg. Je členem klubu Honvéd Budapešť a v Mezinárodní plavecké lize nastupuje za Team Iron. Jeho trenérem je od roku 2021 Balázs Virth.

## Sportovní kariéra
V roce 2017 se stal čtyřnásobným juniorským mistrem světa (100 m motýlek, 200 m motýlek a kraulařské štafety 4×100 m a 4×200 m) a na seniorském světovém šampionátu v Budapešti získal stříbrnou medaili na 100 m motýlek. Časopis Swimming World ho vyhlásil objevem roku 2017. Na mistrovství Evropy 2018 vyhrál závod na 200 m motýlek a na Letních olympijských hrách mládeže 2018 získal tři zlaté (200 m motýlek, 200 m volný způsob a 400 m volný způsob) a jednu stříbrnou (100 m motýlek) medaili. Na MS 2019 v Kwangdžu vyhrál závod na 200 m motýlek v novém světovém rekordu 1:50,73 a byl zvolen maďarským sportovcem roku za rok 2019. Na ME 2020 vyhrál na 100 m i 200 m motýlek. Z Letních olympijských her 2020 přivezl zlatou medaili ze závodu na 200 m motýlek a stříbro z poloviční trati. Je také patnáctinásobným plaveckým mistrem Maďarska.